# Kawasaki GPZ 500
La Kawasaki GPZ 500 est une moto produite par Kawasaki. Elle possède une cylindrée de 498 cm3 pour un bicylindre en ligne dans un moteur quatre-temps. Croisement d'un roadster et d'une sportive, la GPZ figure parmi les plus puissantes des motos de moyenne cylindrée. Elle est toutefois adaptée aux débutants. Le premier modèle est apparu en 1986 et la série a connu un relooking en 1994. La production s'arrête en 2009.

## Description

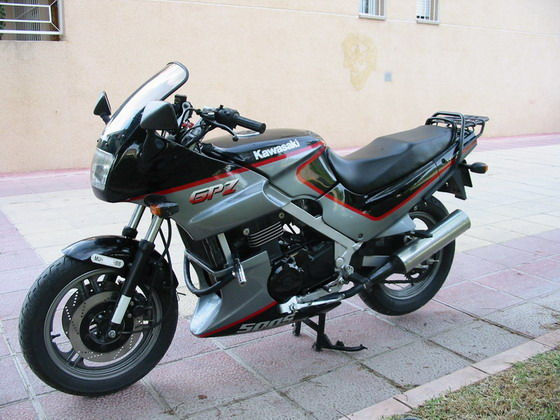
GPZ 500 de 1993.

La GPZ 500 a séduit rapidement un public jeune tant pour ses performances sportives que pour son prix attractif.
Elle est dotée d'un monoamortisseur, d'un frein avant double-disques, de deux silencieux (ce qui est rare sur des motos de cette cylindrée) et d'un sabot-moteur destiné à protéger le moteur au plus près des roues.
Le pilote est positionné assez haut et s'appuie sans excès sur les deux demi-guidons, ce qui permet de tailler la route confortablement. La GPZ accueille sans sourciller un passager.
L'un de ses rares défauts réside dans la tête de fourche qui a tendance à vibrer à haut régime. C'est cette bulle qui lui donne son appellation « S » (Sport).
La consommation avoisine 4,5 L aux 100 km.

## Comportement moteur
Connue pour ses performances sportives, la GPZ 500 possède un moteur vif passé 8 000 tr/min ; il est cependant creux en dessous de 5 000 tr/min.